# People's Choice Classic 2018
La People's Choice Classic 2018, conosciuta anche come Down Under Classic, è la tredicesima edizione del criterium di apertura ufficiale del Tour Down Under 2018. La gara si svolse il 14 gennaio 2018 su un percorso di 50,6 km con partenza e arrivo sul circuito di Wakefield Road di Adelaide, in Australia. La vittoria fu appannaggio dello slovacco Peter Sagan, il quale completò il percorso in 1h04'25", precedendo il tedesco André Greipel e l'australiano Caleb Ewan.
Sul traguardo di Wakefield Road 132 ciclisti, su 133 partenti, portarono a termine la manifestazione.

## Squadre e corridori partecipanti
| N.    | Cod. | Squadra                        |
| ----- | ---- | ------------------------------ |
| 1-7   | BMC  | BMC Racing Team                |
| 11-17 | BOH  | Bora-Hansgrohe                 |
| 21-27 | MTS  | Mitchelton-Scott               |
| 31-37 | LTS  | Lotto Soudal                   |
| 41-47 | UAD  | UAE Team Emirates              |
| 51-57 | DDD  | Team Dimension Data            |
| 61-67 | TBM  | Bahrain-Merida                 |
| 71-77 | EFD  | Team EF Education First-Drapac |
| 81-87 | SUN  | Team Sunweb                    |
| 91-97 | ALM  | AG2R La Mondiale               |

| N.      | Cod. | Squadra              |
| ------- | ---- | -------------------- |
| 101-107 | AST  | Astana Pro Team      |
| 111-117 | TKA  | Team Katusha Alpecin |
| 121-127 | FDJ  | FDJ                  |
| 131-137 | MOV  | Movistar Team        |
| 141-147 | QST  | Quick-Step Floors    |
| 151-157 | TLJ  | Team Lotto NL-Jumbo  |
| 161-167 | SKY  | Team Sky             |
| 171-177 | TFS  | Trek-Segafredo       |
| 181-187 | UNI  | UniSA-Australia      |

## Ordine d'arrivo (Top 10)
| Pos. | Corridore        | Squadra    | Tempo    |
| ---- | ---------------- | ---------- | -------- |
| 1    | Peter Sagan      | Bora       | 1h04'25" |
| 2    | André Greipel    | Lotto      | s.t.     |
| 3    | Caleb Ewan       | Mitchelton | s.t.     |
| 4    | Elia Viviani     | Quick-Step | s.t.     |
| 5    | Simone Consonni  | UAE        | s.t.     |
| 6    | Chris Lawless    | Sky        | s.t.     |
| 7    | Sam Welsford     | UniSA      | s.t.     |
| 8    | Enrico Battaglin | Lotto NL   | s.t.     |
| 9    | Jasha Sütterlin  | Movistar   | s.t.     |
| 10   | Mark Renshaw     | Dimension  | s.t.     |